# Gillis William Long
Gillis William Long, född 4 maj 1923 i Winnfield i Louisiana, död 20 januari 1985 i Washington, D.C., var en amerikansk demokratisk politiker. Han var ledamot av USA:s representanthus 1963–1965 och på nytt från 1973 fram till sin död. Han var släkt med Huey och Earl Long.
Long deltog i andra världskriget och avancerade till kapten. År 1949 avlade han kandidatexamen och 1951 juristexamen vid Louisiana State University. I kongressvalet 1962 blev Long invald i representanthuset. Följande år kandiderade han utan framgång i demokraternas primärval inför guvernörsvalet 1963 och i kongressvalet 1964 lyckades han inte bli omvald för en andra mandatperiod i representanthuset. Efter en åtta år lång paus efterträdde han sedan 1973 Speedy Long som kongressledamot. Den gången lyckades Long behålla sitt mandat i tolv år innan han år 1985 avled i ämbetet och gravsattes på Alexandria National Cemetery i Pineville. I representanthuset efterträddes han av änkan Catherine Small Long.